# Clemens von Franckenstein
Clemens von Franckenstein (Wiesentheid, 14 de juliol de 1875 – Seefeld, Baviera, 19 d'agost de 1942) fou un compositor alemany.

Va fer els estudis privats amb Ludwig Thuille a Múnic i al conservatori de Frankfurt amb Knorr. Des del 1902 fins al 1904 actuà a Londres com a director d'orquestra, i després al Teatre Reial de Berlín, on va ser nomenat el 1912 intendent reial de música, a Múnic i el 1914 intendent general. Va cessar en aquest lloc en ocórrer la revolució alemanya del novembre 1918.

## Obres
Va escriure uns excel·lents lieder, obres per a orquestra i òperes.
Òperes
- Giseldis, estrenada a Troppau el 1898;
- Fortunatus (Budapest, 1909;
- Rayab, (Hamburg, 1911);
- La filla de l'emperador (Des Kaiser Dochter) o Li-Tai-Pe (Hamburg, 1920).

Obres simfòniques
- Symphonische Phantasie für Orchester op. 15
- Festliche Musik für großes Orchester op. 35
- Variationen über ein Thema von G. Meyerbeer op. 45
- Rhapsodie für Orchester op. 47 (1926)
- Tanz Suite
- Serenade
- Das alte Lied
- Präludium für Orchester op. 50
- Vier Tänze für Orchester op. 52